# Мариупол
Мариу́пол (на украински: Маріуполь, на руски: Мариуполь) е град (от 1778) в Югоизточна Украйна, Донецка област. Предишни названия: Павловск и Жданов.

## География
Мариупол се намира в Югоизточна Украйна, на северното крайбрежие на Азовско море. Градът заема площ от 166 кв. км (с предградията – 244 кв. км). Застроена част – 106 кв. км, зелени масиви – 80,6 кв. км.
Населението на града с предградията е 501 539 души (2009). Той е 2-рият по население град в Донецка област и 10-ият в Украйна, най-населеният град в Приазовието (Приазовье) – района край Азовско море, разделен между Украйна и Русия.

## История
Съвременното селище в устието на река Калмиус е основано през XVI век от запорожските казаци като охранителен пост за охрана на Домаха за защита на зимниците, търговията и пътищата от атаки на кримски татари. Материали показват, че през XVIII век. под прикритието на Домаха възниква Калмиуска Слобода, в която благодарение на усилията на полковник Андрий Порохна през 1754 г. е построена каменна църква „Свети Никола“.

### Установяване
През 1776 г. на мястото на казашкия пост Домаха е създадено селище Калмик. През 1777 г. в Калмийската крепост е основана църквата-храм „Свети Николай“. През 1778 г. близо до селището е основан окръжният град Павловск. Тогава има 75 жители, в слободи 93. Тази година официално се счита за дата на образуване на Мариупол. На 21 май 1779 г. императрица Екатерина II представя грамота, според която „на преселниците от Крим се дават привилегии и свободи“. В хартата градът е наречен „Марианопол“, тоест градът на Мария. На 24 март 1780 г. по настояване на митрополит Игнатий Мариуполски градът окончателно е преименуван на Мариупол, в чест на Мария Фьодоровна, съпруга на Павел I. Някои гърци, пристигнали през юли 1780 г. се заселват в града, а повечето от тях около него. Гърците са дали на всяко свое селище имената на селищата на Крим, откъдето са дошли. Така възникват селата Бахчисарай, Ялта, Урзуф, Сартана, Чердакли, Каран, Мангуш и др. Грузинци и власи основават село Игнативка.
- Паметен знак на Калмиуска паланка
- Мария Фьодоровна (съпруга на Павел I)
- План на Мариупол с проекта на крепостната стена на запад, 1784 г.

Основният поминък на жителите на града става търговията. На морския бряг в покрайнините на града се създават 20 фабрики за риба. През 1783 г., когато Кримското ханство е присъединено към Руската империя, част от гърците се завръщат в родните си земи. Освободените земи са дадени на нови заселници и възникват германски колонии. През 1829 г. казаци, завърнали се от Задунавската Сеч, се заселват в югозападната част на окръга. Те основават редица села (Николске, Бойове и др.). През 1820 г. е организирано преселването на покръстени евреи и германци менонити. Освен гърците, в Мариупол е разрешено да се заселят евреи и италианци. През 1807 г. Мариупол и още 23 гръцки села са обособени в гръцки окръг под егидата на Таганрогското градоначалничество, а от 1859 г. под управлението на Екатеринославската губерния. През 1840-те години Слободка е обитавана от пенсионирани войници и моряци.
- Пазар в Мариупол през 1916 г.
- Екатеринска улица.
- Харалампиевски събор през 1900 г.
- Църквата „Мария Магдалена“
- Църквата „Св. Св. Константин и Елена“

През 1824 г. италианецът Кавалоти започва да строи кораби с товароносимост 135 – 160 тона в Мариупол. През 1840 г. е построен каменен насип. Александър I посещава града през юни 1818 г. и през ноември 1825 г. През май 1820 г. руският поет Александър Пушкин посещава Мариупол по време на своето пътуване от Екатеринослав до Кавказ. През октомври 1837 г. градът е посетен от Александър Николаевич (бъдещият император Александър II), в присъствието на Василий Жуковски. По време на Кримската война от 1853 – 1856 г. градът понася значителни щети. Морската търговия е прекратена поради военни действия. През пролетта на 1855 г. англо-френската ескадра навлиза в Азовско море. На 24 май под прикритието на морска артилерия с англо-френски десант в Мариупол са разрушени складовете в пристанището и изгорени няколко къщи в града.
- Земска управа
- Александровската мъжка гимназия през 1916 г.
- Пристанището в Мариупол в началото на XX век.
- Сградата на държавната банка и параклис „Мария Магдалена“.

През XIX век повечето жилища в Мариупол са на един етаж, от 3084 сгради само 34 са двуетажни и само 3 триетажни. През 1864 г. е създадена Градската градина. През 1867 г. е открита обществена баня. През 1871 г. започва павирането на градски улици и площади с павета. На 15 юли 1875 г. са монтирани първите 100 керосинови фенера за осветяване на улиците (към 1914 г. те са вече 686). През 1889 г. на площад „Александривска“ е изграден централен площад.

### Съветска епоха
На 30 декември 1917 г. в Мариупол е установена съветската власт в резултат на въоръжено въстание. По време на Гражданската война Мариупол преминава под различен контрол 17 пъти. През 1920 г. металургичните заводи „А“ („Никопол Мариуполски“) и „Б“ („Руски Провиданс“) са национализирани и обединени в един завод – Мариуполски металургичен завод „Илич“. През 1923 г. в Мариупол се организира книжовното дружество „Азовски камбани“. На 1 май 1929 г. излиза първият брой на вестник „Иличивец“. На 1 май 1933 г. е пусната първата трамвайна линия.
- Един от първите трамваи в града.

След 1930 г. започва усилено строителство. Мариупол се превръща в център на компактно обитаване на гръцката диаспора, близо до него са организирани два гръцки национални квартала: Сартански (с център в село Сартана, днес част от квартал Калмиус на Мариупол) и Мангус (с център в с. Мангуш). В самия град е открит педагогически колеж с гръцки език на обучение, както и 14 гръцки училища. Масов приток на хора, предимно от районите на Сталин и Запорожие се заселват в Мариупол, в резултат на което населението на града нараства почти два пъти до 1939 г. и започва да губи своята идентичност.

### Втора световна война
С избухването на Втората световна война обширната индустриална база на града е използвана за военните нужди на страната. Много бивши работници на заводите в града участват във войната с Финландия (30 ноември 1939 – 13 март 1940).
На 8 октомври 1941 г. Мариупол е превзет от части на 3-ти танков корпус на 1-ва танкова група на Вермахта (група армии „Юг“), което води до 23-месечна окупация на града. Мариупол е на първа линия в продължение на 16 месеца. В края на 1941 г. съществува нацисткото минно-металургично дружество „Изток“. Излиза украинскоезичната „Мариуполска газета“ с тираж от 1000 екземпляра през ноември 1941 г. до 27 000 през септември 1943 г. Към този момент съществуват 42 училища с преподаване на украински език.
През декември 1941 г. лидерите на Третия райх, Италия и Румъния посещават Мариупол. На 6 септември 1943 г., при отстъплението на войските, цялото промишлено оборудване е унищожено, а множество сгради са разрушени. Общо повече от 50 000 души са разстреляни и измъчвани по време на окупацията. В нощта на 9 срещу 10 септември 1943 г. в пристанището слизат части от Азовската военна флотилия.

### Следвоенна съветска епоха
Мариупол започва да възстановява разрушената си икономика. През 1960 – 1961 г. пристанищното селище и селището на завод „Илич“ са свързани с града чрез жилищни квартали с развита спортна инфраструктура. В пристанището се изграждат нови кейове и цели площи. През 1953 г. в града се създава Азовско окръжно управление на Черноморското параходно дружество, което през 1967 г. е преобразувано в Азовско морско корабно дружество.
На 22 октомври 1948 г. градът е преименуван на Жданов, на името на съветския партиен функционер и държавник Андрей Жданов, който е роден в града през 1896 г. На 7 януари 1971 г. с указ на Президиума на Върховния съвет на СССР град Жданов е награден с орден на Трудовото червено знаме. На 7 септември 1978 г. с указ на Президиума на Върховния съвет на СССР град Жданов е награден с орден на Октомврийската революция. Перестройката в СССР носи много промени в обществения живот на града. В началото на 1980-те години започва да се разпространява младежката престъпност, в резултат на което става сред първите по престъпност градове в СССР. На 13 януари 1989 г. по молба на жителите на град Жданов е върнато историческото име – Мариупол. Три паметника на Жданов се демонтират, а мемориалният му музей е закрит. През 1989 г. гръцкият език се преподава за първи път в училищата в града.

### Съвременна епоха
През септември 1991 г. за първи път в Източна Украйна украинското национално знаме е издигнато над градския съвет на Мариупол. По същото време в Мариупол се открива първият хуманитарен университет в града – Мариуполският хуманитарен институт. Икономическата криза предизвиква срив на жилищното строителство и почти всички държавни промишлени предприятия затварят. През 1999 г. контролният пакет акции в Азовстал е изкупен от Индустриалния съюз на Донбас. На 2 ноември 2000 г. Върховната Рада на Украйна приема закон за продажбата на контролния пакет акции на завод „Илич“ на трудовия колектив, което е безпрецедентен случай в най-новата история на Украйна.
На 24 октомври 1996 г., благодарение на инициативата на гръцката диаспора от Азовския регион, в Мариупол е открито консулство на Република Гърция. След постигнати резултати през 2002 г. Мариупол е признат за най-добрия град в Украйна по отношение на благоустройството.
От началото на руската агресия, поради важното стратегическо значение на Мариупол, той се превръща в един от ключовите градове на руско-украинската конфронтация. От 13 април 2014 г. градът е контролиран от проруски терористични групировки на Донецката народна република. На 13 юни 2014 г. градът е освободен от терористи от украински доброволчески батальони, но остава уязвим за терористични атаки, най-голямата от които се случва на 24 януари 2015 г.
Областната държавна администрация в Донецк е преместена в освободения град, а през юли Донецката областна управа на Министерството на вътрешните работи на Украйна и Донецка областна държавна администрация са преместени, като по този начин градът става център на Донецка област. На 14 август в града е съборен паметникът на Владимир Ленин.
През август 2016 г. местният телевизионен канал „Обществена телевизия на Приазовието“ завършва поредицата от документални филми Град на героите, които описват живота на Мариупол в периода от 2014 до 2016 г.

### Руско-украинска война през 2022 г.
От 1 март 2022 г. градът е под блокада от руските окупационни сили. Мариупол е един най-тежко бомбардираните и разрушени градове през първите седмици на нападението на Русия в Украйна, а превземането му е от ключово значение за военната кампания на Москва от гледна точка на контрола ѝ над черноморското крайбрежие на Украйна и постигането на целта да изолира морската си търговия от света. Неуспехът на Русия да осигури бързото превземане на Мариупол кара руските войски да използват тактика на обсада, за да блокират доставката на хуманитарна помощ на жителите на града. В резултат на непрестанното обстрелване с артилерия и ракети още през първия месец от войната 90% от Мариупол потъва в разруха. Според Мариуполския градски съвет към 14 март броят на цивилните, убити във връзка с нахлуването на Русия в Украйна, е над 2,3 хиляди души. Отново според Градския съвет окупаторите са транспортирали нелегално жители на Мариупол в Русия и временно окупираните територии на Украйна.
На 6 март 2022 г. с указ на президента на Украйна – Володимир Зеленски, Мариупол е удостоен със званието „Град-герой“.
На 9 март руски самолети бомбардират родилен дом № 2 в Мариупол, разрушавайки сградата; 17 души са ранени, а трима загиват.
На 16 март окупационните войски бомбардират Мариуполския драматичен театър. Централната част на сградата е разрушена. По време на въздушния удар в театъра се крият цивилни и бежанци. Сградата на басейна на „Нептун“ също е разрушена от въздушен удар.
На 19 март руските военни бомбардират Мариуполското училище по изкуствата № 12 в Левобережния район. По време на въздушния удар в сградата се крият около 400 жители на града. На 20 март, според полк Азов градът е обстрелван от четири кораба на руския флот.
В края на март властите в Мариупол обявяват, че докато около 150 000 души са успели да се евакуират от началото на окупацията на 1 март, броят на убитите граждани на Мариупол надхвърля 5000 души, от които 210 са деца. Към средата на април цифрата нараства двойно – кметът на Мариупол Вадим Бойченко оповестява, че над 10 000 цивилни са убити при обсадата на пристанищния град, а телата на загиналите са „постлани по улиците“. Според него броят на загиналите може да достигне 20 000.
На 6 май президентът на Украйна Володимир Зеленски заявява, че Мариупол няма да падне, защото е напълно разрушен – от него не е останало нищо, което да бъде завладяно.

## Административно делене
| Райони на Мариупол: Калмиуски Левобережни Приморски Централен | Населени места: 1 – Сартана 2 – Стари Крим 3 – Талаковка 4 – Гнутово 5 – Ломакино |

Градът е разделен на 4 района:
- Централен район – централният район на града.
- Калмиуски район – разположен в северната част на града. Най-голям по площ, силно развита металургия.
- Левобережни район – разположен в източната част на града, на левия бряг на река Калмиус. Други названия: Левий берег.
- Приморски район – разположен в южната част на града, на брега на Азовско море. Други названия: Порт.

## Население

### Етнически състав
Численост и дял на етническите групи според преброяването на населението през 2001 г.:
| Етническа група | Численост | Дял (в %) |
| Общо            | 510 835   | 100,00    |
| Украинци        | 248 683   | 48,68     |
| Руснаци         | 226 848   | 44,41     |
| Гърци           | 31 923    | 4,29      |
| Беларуси        | 3 858     | 0,76      |
| Арменци         | 1 205     | 0,24      |
| Евреи           | 1 176     | 0,23      |
| Българи         | 1 082     | 0,21      |
| Други           | 7 142     | 1,40      |

### Езици
Численост и дял на населението по роден език, според преброяването на населението през 2001 г.:
| Роден език | Численост | Дял (в %) |
| Общо       | 510 835   | 100.00    |
| Руски      | 457 350   | 89,53     |
| Украински  | 50 420    | 9,87      |
| Гръцки     | 1 005     | 0,20      |
| Арменски   | 372       | 0,07      |
| Беларуски  | 266       | 0,05      |
| Цигански   | 250       | 0,05      |
| Молдовски  | 100       | 0,02      |
| Български  | 55        | 0,01      |
| Други      | 1 017     | 0,20      |

## Икономика
Най-големият център (столица) е на тежката промишленост (черна металургия) в т.нар. Донбас, (Донецки каменовъглен басейн) в Източна Украйна. Металургичните заводи „Азовстал“ са сред от най-големите в света.
Градът е сред главните украински курорти на Азовско море.

## Култура
В града функционира Руски драматичен театър, който през 2003 г. отпразнува своята 125-годишнина. Има много кина, дворци на културата, музеи, библиотеки.
Мариупол разполага с 11 църкви, подчинени на Руската православна църква, и 3 църкви, подчинени на Украинската православна църква. Сред най-впечатляващите са: „Свято-Николаевский Портовской“ и „Святой архистратиг Михаил“.
В Мариупол има 13 радиа, 7 телевизионни канала и повече от 20 вестника.

## Здравеопазване
Мариупол е голям медицински център в южната част на Донецка област.
Списък на държавните болници (2021 г.):
- Мариуполска регионална болница за интензивно лечение
- Градска болница № 1 Мариупол
- Градска болница № 4 Мариупол
- Градска болница № 9 Мариупол

## Известни личности
Родени в Мариупол
- Андрей Жданов (1896 – 1948) – политик
- Анна Затонских (р. 1978) – шахматистка
- Архип Куинджи (1842 – 1910) – художник

## Побратимени градове
Към август 2017 г. Мариупол е установил побратимяване с 20 града.
- Феодосия (от 11 септември 1993 г.)
- Херсон (от 11 септември 1993 г.)
- Лвов (от 10 септември 1994 г.)
- Коломия (от 1 октомври 1998 г.)
- Макеевка (от 21 април 2000 г.)
- Бахчисарай (от 17 февруари 2012 г.)
- Славута (от 28 юли 2015 г.)
- Переяслав (от 27 март 2017 г.)
- Савона (от 30 септември 1991 г.)
- Санта Северина (от 23 май 2005 г.)
- Солун (от 12 септември 1993 г.)
- Пирея (от 1993 г.)
- Калимнос (от 25 юни 1998 г.)
- Китнос (от 2 октомври 2010 г.)
- Цицихар (от 12 октомври 2007 г.)
- Трабзон (от 27 ноември 2007 г.)
- Гданск (от 12 декември 2014 г.)
- Ейск (от 10 септември 1994 г.)
- Барнаул (от 2001 г.)
- Железногорск (от 20 юни 2009 г.)

Бивши
- Таганрог (28 април 1993 – 29 юни 2017)
- Нарян Мар (1992 – 29 юни 2017)